# Baruccana
Baruccana è una località di Seveso (MB), posizionata nella zona sud-orientale del comune, al confine con Cesano Maderno e Seregno.

## Storia
Si hanno notizie del luogo in un atto del comune di Milano del 1298.
Baruccana si è formata attorno alla chiesetta oratorio di proprietà della famiglia Borromeo. Si hanno notizie di tale chiesetta nell'archivio parrocchiale del 1615.
Fino al XIX secolo era popolata di poche centinaia di abitanti. Nel XX secolo, la località si espanse diventando nel XXI secolo con una popolazione di più di 6 000 abitanti il quartiere più popolato di Seveso.
Ulteriore contributo allo sviluppo della località arrivò anche dall'apertura nel 2012 della nuova stazione ferroviaria, posta sulla linea Saronno-Seregno, in sostituzione della precedente stazione di Baruccana, chiusa  al termine del servizio passeggeri sulla linea nel 1958.
Nel 2002 è stata costruita la nuova chiesa parrocchiale con annesso oratorio dedicata a San Clemente, progettata dall'architetto novarese Vittorio Gregotti, sul disegno dell'americano Richard Meier.
Sembra che il nome del luogo derivi dall'espressione "baracca dei cani", dal momento che in origine vi si trovavano proprio degli stabilimenti dove la famiglia Borromeo teneva dei cani. Nel XIX secolo, si hanno testimonianze che a Baruccana risiedessero buona parte della servitù della ricca famiglia Fanfani.